# Was hast du denn im Krieg gemacht, Pappi?
Was hast Du denn im Krieg gemacht, Pappi? ist eine US-amerikanische Filmkomödie aus dem Jahr 1966, die vor dem Hintergrund des Zweiten Weltkriegs spielt. Regie führte Blake Edwards nach einer Erzählung von ihm selbst und Maurice Richlin. Die Erstaufführung in Deutschland fand am 24. Februar 1967 statt.

## Handlung
Während der Operation Husky, der alliierten Invasion Siziliens im Zweiten Weltkrieg, erkundigt sich General Bolt bei seinem Adjutanten Captain Cash über das Dorf Valerno. Cash befürwortet einen Angriff und bekommt das Kommando über eine Kompanie, um den Angriff durchzuführen. Die müden Soldaten, angeführt von Lieutenant Christian und Sergeant Rizzo, sind nicht begeistert von der Mission.
Die Soldaten nähern sich vorsichtig dem Dorf. Die feindlichen Soldaten vergnügen sich bei einem Fußballspiel. Capitano Oppo, der italienische Kommandeur, will unter einer Bedingung kapitulieren. Das jährliche Weinfest des Dorfes, das an diesem Abend abgehalten werden soll, muss stattfinden. Die Amerikaner stimmen zu.
Das Fest wird ein voller Erfolg und dauert bis weit in die Nacht. Da das Hauptquartier Meldung erwartet und Captain Cash betrunken und damit außer Gefecht ist, übernimmt Lieutenant Christian das Kommando. Zusammen mit Capitano Oppo simuliert er einen Kampf. Doch der fingierte Kampf wird von einigen unerwünschten Gästen gesehen, so vom PR-Offizier Major Pott, der sich in den Katakomben unter der Stadt verirrt, und von General Bolt selbst. Schließlich greifen auch noch deutsche Truppen ein, um ihren italienischen Verbündeten zur Seite zu stehen. Doch mit viel Glück und Geschick können die Amerikaner die Deutschen zurückweisen und den simulierten Kampf gewinnen, um das Weinfest fortzusetzen.

## Kritiken
„Eine langatmige und überaus alberne Militärkomödie, die vergeblich Kapital aus der maßlosen Überzeichnung vermeintlich nationaler Eigenschaften aller Beteiligten zu schlagen versucht. Enttäuschend vor allem angesichts der später von Blake Edwards und William Peter Blatty gezeigten Leistungen.“

„Die einigermaßen unterhaltsame amerikanische Militärklamotte ist erträglich, weil sie den Krieg ad absurdum führt.“

## Hintergrund
- Die Darsteller-Riege wurde angeführt von Oscar-Gewinner James Coburn (1999) und Golden-Globe-Gewinner Carroll O’Connor (1972).
- Im Abspann nicht genannt wird der Darsteller von Adolf Hitler, Carl Ekberg. Dieser spielte in vielen amerikanischen Filmen zur Zeit des Zweiten Weltkrieges Deutsche und blieb im Abspann meist ungenannt. Ekberg hat – inklusive dieses Films – fünfmal Hitler dargestellt, unter anderem 1941 in Citizen Kane.
- Blake Edwards’ bekannteste Komödien sind die Pink-Panther-Filme um den schusseligen Inspector Clouseau, dargestellt von Peter Sellers.
- Als Unit-Manager des Films fungierte Jack McEdward, der Vater des Regisseurs.
- Mit dem Namen William Peter Blatty verbinden nur die wenigsten Filmfans Komödien. Blatty wurde bekannt durch seine Schöpfung von Der Exorzist. Für das Drehbuch des ersten Teils bekam er 1974 einen seiner beiden Golden Globes (den zweiten bekam er 1981) und einen Oscar. Beim dritten Teil (1990) führte er auch Regie.
- Maurice Richlin, der Mitverfasser der dem Film zugrunde liegenden Erzählung, wurde 1960 für sein Drehbuch für Bettgeflüster mit einem Oscar geehrt.
- Clem Beauchamp war der Production Manager des Films. 1936 wurde er mit dem Oscar für die beste Regie-Assistenz ausgezeichnet (die Kategorie gibt es heute nicht mehr).
- Weitere preisgekrönte Mitwirkende: der Komponist Mancini (Oscars 1962 (Filmmusik und Song), 1963, 1983; Golden Globe 1971); der Filmeditor Winters (Oscars 1951, 1960); der Spezial-Effekt-Künstler Danny Lee (Oscar 1972); Linwood G. Dunn, der für die Spezialkameras verantwortlich war (Spezial-Oscar 1945, Ehrenauszeichnungen der Academy 1979, 1981, 1985); und Dunns Partner James B. Gordon (Spezial-Oscars 1951, 1962).

## Historischer Hintergrund des Films
Die Operation Husky bezeichnet die alliierte Invasion Siziliens am 10. Juli 1943. Sie war eine der größten amphibischen Operationen des Zweiten Weltkriegs. Amerikanische, britische und kanadische Truppen landeten im Süden der Insel. Den ca. 160.000 Alliierten standen ca. 400.000 Soldaten der Achsenmächte (Italien und Deutsches Reich) gegenüber. Die Achsenmächte verloren bei der Invasion fast 170.000 Mann, davon gerieten 120.000 (überwiegend Italiener) in Gefangenschaft. Die Alliierten verloren insgesamt ca. 25.000 Mann. Alle strategischen Ziele der Invasion wurden erreicht: die Luft- und Seestreitkräfte der Achsenmächte wurden vernichtet oder vertrieben, die Seestraßen im Mittelmeer waren nun unter alliierter Kontrolle. Zudem wurde der italienische Machthaber Benito Mussolini daraufhin gestürzt.